# Lettgallen

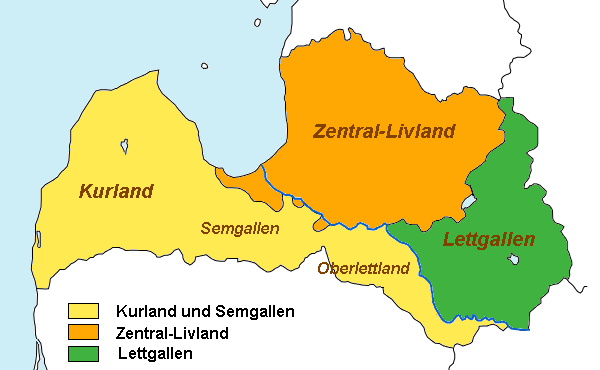
Karte Lettlands, Lettgallen in grün

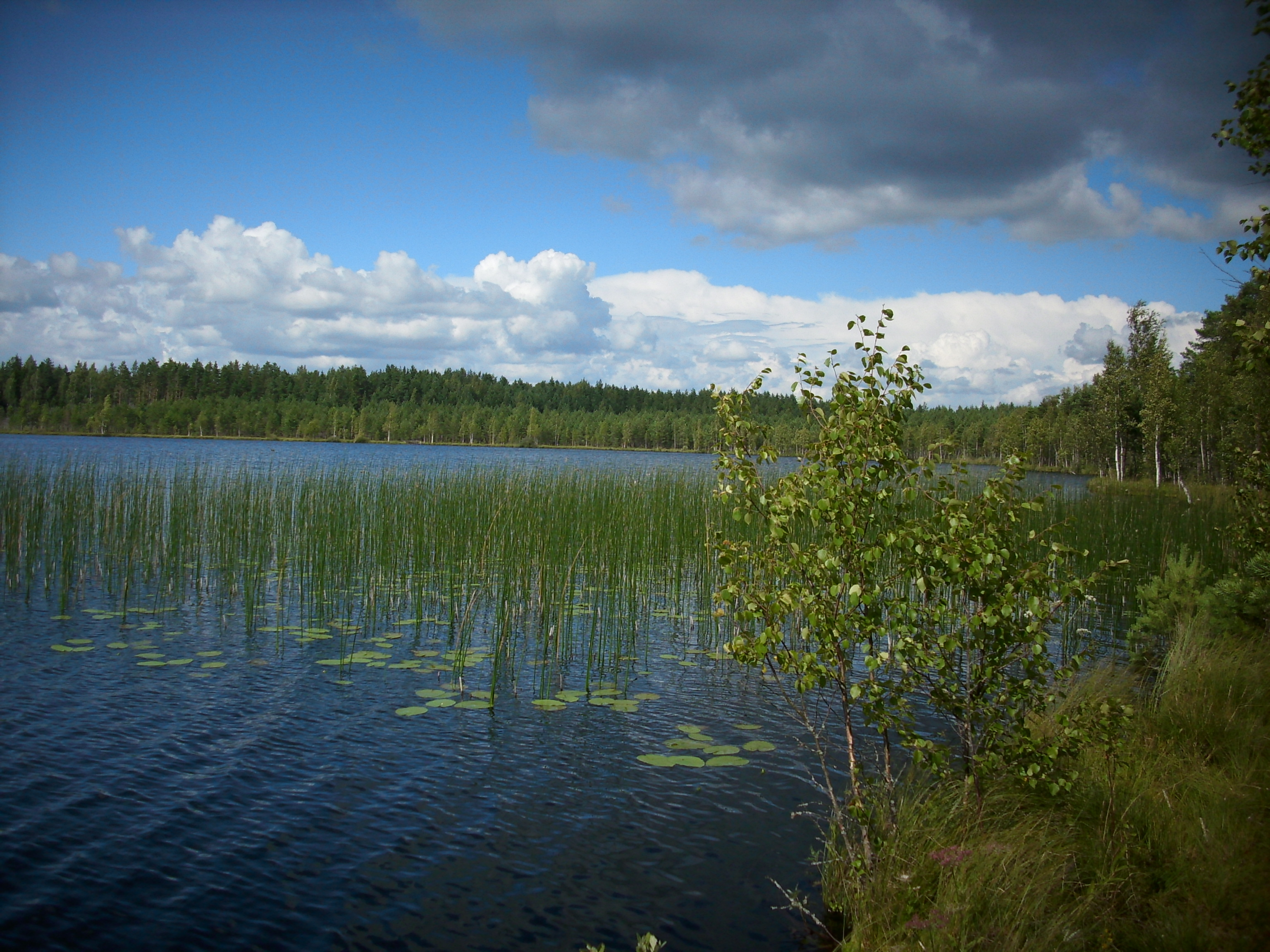
Typische Seenlandschaft in Lettgallen

Wappen der Region Lettgallen

Flagge der Region Lettgallen

Lettgallen (lettgallisch Latgola, lettisch Latgale, polnisch Łatgalia, russisch Латгалия) ist eine der vier historischen Landschaften Lettlands und eine Region mit ausgeprägt multikulturellem Charakter. Es umfasst den binnenländischen, an Russland und Belarus grenzenden Südostteil des Landes, in dem neben den Lettgallen traditionell Juden, Polen, Litauer, Belarussen und russische Altgläubige leben. Durch Lettgallen fließt die Daugava (deutsch Düna), außerdem ist die Landschaft reich an Seen.

## Geschichte
Lettgallen ist jener Teil Livlands, der durch den Vertrag von Altmark im Jahre 1629 nicht zu Schweden kam, sondern unter polnischer Oberhoheit verblieb. Es wurde früher daher auch Polnisch-Livland genannt. Durch die Erste Teilung Polens 1772 fiel Lettgallen an das Russische Kaiserreich. Infolgedessen gehörte Lettgallen zum 1791 verfügten Ansiedlungsrayon. Ab 1802 gehörte Lettgallen zum Gouvernement Witebsk, dessen westlicher, lettgallischer Teil sich in die drei Kreise Landkreis Daugavpils, Ludza und Rēzekne gliederte.
Anders als in anderen Teilen Lettlands spielten die Deutschen nur in der Stadt Dünaburg (Daugavpils) eine wesentliche Rolle. Daher konnte sich die Reformation hier nur zum Teil durchsetzen, bzw. wurde unter polnischer Herrschaft wieder durch die Gegenreformation zurückgedrängt, so dass die Einwohner Lettgallens – anders als ihre Landsleute in den anderen lettischen Landesteilen – bis heute mehrheitlich Katholiken sind. Sie sprechen eine Regionalsprache, das Lettgallische. Teilweise betrachten sich die Lettgallen als von den Letten unabhängige Volksgruppe.
Die städtische Bevölkerung Lettgallens war teils schon im 18. Jahrhundert, teils seit dem 19. Jahrhundert mehrheitlich jüdisch. Die Volkszählung von 1897 ergab beispielsweise, dass 75 % der Einwohner von Varakļāni Juden waren. In Rēzekne (deutsch Rositten) und Ludza (deutsch Ludsen) waren gemäß derselben Volkszählung jeweils 54 % der Einwohner Juden. In der größten Stadt Lettgallens, in Daugavpils (deutsch Dünaburg), lag der jüdische Bevölkerungsanteil bei 46 %. Einst gab es in Daugavpils etwa 40 Synagogen und jüdische Bethäuser. Nach den gewaltigen Zerstörungen des Zweiten Weltkrieges und der nahezu vollständigen Vernichtung der jüdischen Bevölkerung blieb nur eine Synagoge bestehen.
Heute ist der russische Bevölkerungsanteil relativ hoch (regional bis gegen 80 %), besonders in und um Daugavpils. Auch besitzt Lettgallen als Folge der langen polnischen Herrschaft eine nicht unbeträchtliche polnischsprachige Minderheit.

## Städte
- Balvi (deutsch Bolwen)
- Dagda (deutsch Dagden)
- Daugavpils (deutsch Dünaburg)
- Kārsava (deutsch Karsau)
- Krāslava (deutsch Kreslau)
- Ludza (deutsch Ludsen)
- Preiļi (deutsch Prely)
- Rēzekne (deutsch Rositten)
- Varakļāni (deutsch Warkelen)
- Viļaka (deutsch Marienhausen)
- Viļāni (deutsch Welonen)
- Zilupe (deutsch Rosenau)

### Landeskunde
- Gustaw von Manteuffel-Szoege: Polnisch-Livland. Nicolai Kymmel, Riga 1869.
  - polnische Ausgabe: Gustaw Manteuffel: Listy z nad Baltyku. Anczyc, Krakau 1886.
  - lettische Ausgabe: Gustavs Manteifels: Poļu Inflantija. Aus dem Polnischen übersetzt von Rišards Labanovskis. Jumava, Riga 2020, ISBN 978-83-66172-21-0.
- Henriks Soms (Hrsg.): Regional Identity of Latgale (= Humanities and social sciences, Latvia; 3 (36), 2002), Riga 2002.
- Edgars Cakuls: Lettgallen – der unbekannte Südosten Lettlands. In: Ost-West. Europäische Perspektiven. Bd. 10 (2009). ISSN 1439-2089. S. 44–50.
- Tilman Plath: Lettgallen. In: Online-Lexikon zur Kultur und Geschichte der Deutschen im östlichen Europa (Stand 7. Juni 2021).
- Tilman Plath: Die lettische Region Latgale unter deutscher Besatzung 1941–1944. Reaktionen der Bevölkerung. In: Sebastian Lehmann und andere (Hrsg.): Reichskommissariat Ostland. Tatort und Erinnerungsobjekt. Schöningh, Paderborn 2012, S. 101–115.

### Lettgallische Geschichte
- Erik Amburger: Das Gouvernement Vitebsk und Lettgallen im Russischen Kaiserreich. In: Inge Auerbach, Andreas Hillgruber, Gottfried Schramm (Hrsg.): Felder und Vorfelder russischer Geschichte. Studien zu Ehren von Peter Scheibert. Rombach, Freiburg 1985, ISBN 3-7930-9038-8, S. 94–110.
- Bogusław Dybaś: Polnisch-Livland (Lettgallen) im 18. Jahrhundert. Ein Land zwischen Staaten und Nationen. In: Michael Schwidtal (Hrsg.): Das Baltikum im Spiegel der deutschen Literatur. Carl Gustav Jochmann und Garlieb Merkel. Beiträge des Internationales Symposions in Riga vom 18. bis 21. September 1996 zu den kulturellen Beziehungen zwischen Balten und Deutschen. Heidelberg 2001. ISBN  3-8253-1216-X. S. 241–246.
- Norbert Angermann: Die russische Herrschaft im östlichen und mittleren Livland 1654-1667. In: Bernhart Jähnig (Hrsg.): Aus der Geschichte Alt-Livlands. Festschrift für Heinz von zur Mühlen zum 90. Geburtstag. Münster 2004 (= Schriften der Baltischen Historischen Kommission, Bd. 12). ISBN 3-8258-8066-4, S. 351–367.
- Geoffrey Swain: Between Stalin and Hitler. Class War and Race War on the Dvina 1940-1946. London 2004.
- Tilman Plath: Die lettische Region Latgale unter deutscher Besatzung 1941 bis 1944. Reaktionen der Bevölkerung. In: Sebastian Lehmann (Hrsg.): Reichskommissariat Ostland. Tatort und Erinnerungsobjekt. Ferdinand Schöningh, Paderborn 2012. ISBN 978-3-506-77188-9. S. 101–115.
- Valentīns Lukaševičs, Inta Vingre: „Deutschtum“ in der Region Latgale. In: Dirk Baldes, Inta Vingre (Hrsg.): Deutsch-baltischer Kulturtransfer. Daugavpils Universitātes Akadēmiskais Apgāds Saule, Daugavpils 2013, ISBN 978-9984-14-655-3, S. 107–115.
- Manfreds Šneps-Šneppe: Latgale – atspulgi vēstures spogulī. Madris, Riga 2020, ISBN 978-9984-31-484-6 (lettisch).

### Lettgallische Religionsgeschichte
- Ernst Benz: Zwischen konfessioneller, regionaler und nationaler Identität. Die Katholiken in Lettgallen und Lettland im 19. und 20. Jahrhundert. In: Nordost-Archiv, Jg. 7 (1998), S. 443–495.
- Inge Lukšaite: Reformation und Gegenreformation in ihrer historischen Bedeutung für Litauen, Lettgallen und Kurland. In: Carsten Goehrke (Hg.): Die baltischen Staaten im Schnittpunkt der Entwicklungen: Vergangenheit und Gegenwart (= Texte und Studien der Arbeitsstelle für Kulturwissenschaftliche Forschungen, Bd. 4). Schwabe, Basel 2002, ISBN 3-7965-1937-7, S. 59–73.

### Jüdisch-lettgallische Geschichte
- Mendel Bobe (Hrsg.): The Jews in Latvia. Tel Aviv 1971.
- Josifs Šteimans: Latgales ebreju vēstures historiogrāfija. Latgales Kultūras centra izdevniecība, Rēzekne 2000.